# Телефонні коди Греції
Телефонні коди Греції — список телефонних кодів Греції. Всі номери в Греції мають десять цифр, за винятком коротких номерів (3-5 цифр на 1-діапазон).

## Основні правила набору
Телефонний код Греції: +30
Міжнародний префікс набору: 00
Перша цифра телефонного номера завжди вказує показує тип служби:
- 1 — використовується для коротких кодів,
- 2, 3, 4 — номери регіонів,
- 5 — призначений для міжмережевої маршрутизації і віртуальних приватних мереж,
- 6 — мобільний зв'язок,
- 7 — зарезервований для універсального доступу (не активний),
- 8 — для пільгових послуги (800 — безкоштовні дзвінки, 801 — місцеві виклики, 89 — комутовані виклики і послуги передачі даних)
- 9 — використовується для платних послуг (901 — загального призначення, 909 — послуги тільки для дорослих).

Коди географічних області починаються з цифри 2. Використовуються двох-, трьох-і чотиризначні коди. Двозначний код використовує тільки міська агломерація Афін, тризначні коди використовуються для міста Салоніки, Патри, Лариса, Іракліон, Кавала, Триполі. Решта кодів чотиризначні.
Звичайно номер абонента починається із цифри 0, це номери телекомунікаційної компанії OTE. Однак у великих містах абонентські номери вже почали використання й інших початкових цифр.

## Приклад набору
Так, аби набрати афінський телефонний номер, треба слідувати наступній інструкції:
```
       xxx xxxx  (якщо Ви перебуваєте в Афінах)
  (01) xxx xxxx  (якщо Ви перебуваєте в Греції)
+30 1  xxx xxxx  (якщо Ви перебуваєте поза межами Греції)
```

## Зона 21: агломерація Великих Афін
21 — Афіни-Пірей-Елефсин

## Зона 22: Центральна Греція і Егейські острови

### 222x— Евбея
2221 — Халкіда
2222 — Кімі
2223 — Алівері
2224 — Карістос
2226 — Едіпсос
2227 — Кіреас
2228 — Мессапія
2229 — Еретрія

### 223x— Евританія і Фтіотида
2231 — Ламія
2232 — Домокос
2233 — Аталанта
2234 — Амфіклія
2235 — Камена-Вурла
2236 — Сперхіада, Макракомі
2237 — Карпенісіон
2238 — Стіліда

### 224x— Додеканес
2241 — Родос, Родос
2242 — Кос і Нісірос
2243 — Калімнос, Астіпалея
2244 — Родос, Архангелос
2245 — Карпатос і Касос
2246 — Родос, Салакос — Халкі, Кастеллорізо, Сімі і Тілос
2247 — Агатонісі, Лерос, Ліпсі і Патмос

### 225x— Лесбос і Лімнос
2251 — Лесбос, Мітилена
2252 — Лесбос, Агіасос
2253 — Лесбос, Каллоні
2254 — Лімнос, Айос-Ефстратіос

### 226x— Беотія, східна Фокіда
2261 — Лівадія
2262 — Фіви
2263 — Дервенохорі
2264 — Тісві
2265 — Амфісса
2266 — Лідорікі
2267 — Арахова, Дістомо
2268 — Аліартос

### 227x— Хіос, Самос, Ікарія
2271 — Хіос
2272 — Хіос, Kardamyla
2273 — Самос
2274 — Хіос, Воліссос — Псара
2275 — Ікарія, Фурні

### 228x— Кіклади
2281 — Сірос, Кінтос, Серіфос і Сірос
2282 — Андрос
2283 — Тінос
2284 — Парос і Сіфнос
2285 — Аморгос і Наксос
2286 — Фолегірос, Іос, Санторіні і Сікінос
2287 — Кімолос і Мілос
2288 — Кеа
2289 — Міконос

### 229x— Аттика, за винятком номерів −21
2291 — Аріднес
2292 — Лавріо
2293 — Ая-Сотіра
2294 — Рафіна
2295 — Артеміда
2296 — Мегара
2297 — Егіна
2298 — Тройзен, Порос, Ідра, Спеце
2299 — Маркопуло

## Зона 23: Центральна Македонія і Флорина

### 231— Салоніки
231 — Салоніки

### 232x— ном Серрес
2321 — Серрес
2322 — Нігріта
2323 — Сідірокастро
2324 — Неа-Зіхні
2325 — Іраклія

### 233x— Іматія
2331 — Верія
2332 — Науса
2333 — Алксірія
2334 до 2339 — не використовуються

### 234x— ном Кілкіс
2341 — Кілкіс
2342 — ???
2343 — Полікастро
2344 до 2349 — не використовуються

### 235x— Пієрія
2351 — Катеріні
2352 — Літохоро
2353 — Егініо
2354 до 2359 — не використовуються
2371 — Полігірос
2372 — Арнея
2373 — Неа-Муданія
2374 — Потідея
2375 — Айос-Атанасіос
2376 — Стратоні
2377 — Ієріссос, Афон

### 238x— Пелла і Флорина
2381 — Едеса, Греція
2382 — Янніца
2383 — не використовуються
2384 — Арідея
2385 — Флорина
2386 — Амінтео
2387 до 2389 — не використовуються

### 239x— Халкідіки і ном Салоніки
2391 — Халкідона
2392 — Перея
2393 — Лангадікія
2394 — Лангадас
2395 — Сохос
2396 — Васіліка
2397 — Аспровальта
2399 — Каллікратія
234x і 236x не використовуються

## Зона 24: Фессалія і Західна Македонія (за винятком Флорини)

### 241— Лариса
241 — Лариса і передмістя

### 242x— Магнісія і Північні Споради
2421 — Волос
2422 — Альмірос
2423 — Кала-Нера
2424 — Скопелос
2425 — Велестіно
2426 — Загора
2427 — Скіатос
2428 — Кераміді, передмістя Волоса
2429 — не використовуються

### 243x— ном Трикала
- 2431 — Трикала
- 2432 — Каламбака
- 2433 — Фаркадона
- 2434 — Пілі
- 2435 до 2439 — не використовуються

### 244x— ном Кардиця
2441 — Кардиця
2442 — не використовуються
2443 — Софадес
2444 — Паламас
2445 — Музакі
2446 до 2449 — не використовуються

### 246x— Західна Македонія (за винятком Флорини)
2461 — Козані
2462 — Гревена
2463 — Птолемаїда
2464 — Сервія
2465 — Сіатіста
2466 — не використовуються
2467 — Касторія
2468 — Неаполі
2469 — не використовуються

### 249x— ном Лариса, окрім приміської зони міста Лариса
2491 — Фарсала
2492 — Тирнавос
2493 — Елассона
2494 — Ая
2495 — Макріхорі
2496 до 2499 — не використовуються

## Зона 25: Східна Македонія і Фракія

### 251— Кавала
251: Кавала

### 252x— ном Драма
2521 — Драма
2522 — Просоцані
2523 — Като-Неврокопі
2524 до 2559 — не використовуються

### 253x— Родопі
2531 — Комотіні
2532 — Сапес
2533 — Ксилагані
2534 — Іасмос
2535 до 2539 — не використовуються

### 254x- ном Ксанті
2541 — Ксанті
2542 — Ставруполі
2543 — не використовуються
2544 — Ехінос
2545 до 2549 — не використовуються

### 255x— Еврос
2551: Александруполіс
2552: Орестіада
2553 — Дідмотіхо
2554 — Суфлі
2555 — Ферес
2556 — Кіпрінос

### 259x— ном Кавала, за винятком приміської зони міста Кавала
2591 — Лекані
2592 — Хрисуполі
2593 — Тасос
2594 — Елефтеруполі
2595 до 2599 — не використовуються

## Зона 26: Західна Греція, Іонічні острови, Епір

### 261— Патри
261 — Патри і передмістя

### 262x— Еліда
2621 — Піргос
2622 — Амаліада
2623 — Лехіна
2624 — Ламбія
2625 — Крестена
2626 — Архая Олімпія

### 263x— Етолія і західна Фокіда
2632 — Мессолонгіон
2634 — Навпакт

### 264x— Акарнанія, Лефкас
2641 — Агрініо
2642 — Амфілохія
2643 — Воніца
2644 — Термо
2645 — Лефкада
2646 — Астакос
2647 — Фітіес

### 265x— ном Яніна
2651 — Яніна
2652 — не використовуються
2653 — Аспрангелі
2654 — Метаморсофі
2655 — Коніца
2656 — Мецово
2657 — Дельвінакі
2658 — Зіца
2659 — Калентзі

### 266x— номи Керкіра і Теспротія
2661 — місто Керкіра
2662 — Лефкімні
2663 — решта Керкіри
2664 — Філіатес
2665 — Ігумениця
2666 — Парамітія

### 267x— ном Кефалінія
2674 — Самі (східна Кефалінія і Ітака)
2671 — Аргостоліон (центральна і західна Кефалінія)

### 268x— номи Арта і Превеза
2681 — Арта
2682 — Превеза
2683 — Філіппіада
2685 — Атаманія

### 269x— Ахая і ном Закінф
2691 — Егіон/Егіо
2692 — Калаврита
2693 — Като-Ахая
2694 — Халіріца
2695 — Закінф
2696 — Акрата

## Зона 27: Пелопоннес і Кітіра

### 271— Триполі
271: Триполі і передмістя

### 272x— південь і схід Мессенії
2721 — Каламата
2722 — Мессіна
2723 — Пілос
2724 — Мелігалас
2725 — Короні

### 273x— Лаконія і Кітіра
2731: Спарті
2732: Монемвасія
2733: Гітіо
2734: Кітіра
2735: Молаі

### 274x— Коринфія
2741 — Коринф і передмістя
2742 — Кіато
2743 — Ксилокастро
2744 — Лутракі
2746 — Немея
2747 — Стимфалія

### 275x— східна Аркадія і Арголіда
2751 — Аргос
2752 — Нафпліон
2753 — Лігуріо
2754 — Краніді
2755 — Астрос
2757 — Леонідіо

### 276x— Мессенія
2761: Кіпаріссія
2763: гаргаліані
2764 ???

### 279x— Західна Аркадія
2791 — Мегалополі
2795 — Лангадія
2796 — Левіді
2797 ???

## Зона 28: Крит

### 281— ном Іракліон
281 — Іракліон і передмістя

### 282x— ном Ханья
2821 — Ханья
2822 — Кіссамос
2823 — Кантанос
2824 — Колімварі
2825 — Вамос

### 283x— ном Ретимно
2831 — Ретимно
2832 — Ламбі
2833 — Амарі
2834 — Перама-Мілопотаму

### 284x— ном Ласітіон
2841 — Айос-Ніколаос
2842 — Ієрапетра
2843 — Сітія
2844 — Оропедіо

### 289x— решта ному Іралкіон
2891 — Аркалохорі
2892 — Моірес
2893 — Піргос
2894 — Ая-Варвара
2895 — Віаннос
2897 — Ліменас-Херсонісу

## Не географічні префікси
All numbers have 10 digits except where specified
1xx — телефонні номери екстрених служб
118xx — каталог послуг
12x, 12xx, 13x, 13xx — мережеве обслуговування клієнтів (специфічне для кожної компанії)
138xx — обслуговування клієнтів і продажі
14xxx — інформаційні послуги (погода, новини і т. д.)
15x, 15xx — національні громадські послуги (номери підприємств державного сектора)
181xx, 182xx, 183xx — короткі коди для приватних компаній
50 — VPN
690 — WIND Hellas
691 300 — Telecom Revolution (Viva Telecom)
691 888 — Організація грецьких залізниць (OSE)
692 000 до 099 — OTE
693 — WIND Hellas
694 — Vodafone Greece
695 — Vodafone Greece
696 010 до 019 — OTE
696 910 до 928 — міністерство національної оборони Греції
697 — Cosmote mobile
698 — Cosmote mobile
699 — WIND Hellas
70 — універсальний персональний сервісний номер
800 — безплатні дзвінки
801 — пільгові дзвінки
806 — дзвінки з максимальним платою 0,06 EUR/хв
812 — дзвінки з максимальним платою 0,12 EUR/хв
825 — дзвінки з максимальним платою 0,25 EUR/хв
807xxxx — таксофони
86 — послуги передачі даних (Internet, Hellaspac packet relay, ERMES email і т. д.)
89 — послуги передачі даних (Internet, Hellaspac packet relay, ERMES email і т. д.)
901 — аудіотексові послуги
909 — аудіотексові послуги тільки для дорослих